# Цзян Тэнцзяо
Цзян Тэнцзя́о (кит. упр. 江腾蛟; 1919 — 2009) — китайский военный, генерал-майор НОАК, в 1967—1971 — политкомиссар ВВС Нанкинского военного округа. Был обвинён в причастности к заговору Линь Бяо и осуждён на длительный тюремный срок.

## Политкомиссар НОАК
Родился в крестьянской семье. В 11-летнем возрасте вступил в Коммунистический союз молодёжи Китая и примкнул к китайской Красной армии. С 1937, в 18 лет, стал членом КПК. Во время японо-китайской войны служил в НОАК полковым политкомиссаром. Занимался коммунистической организацией юношей и подростков. В период гражданской войны был политкомиссаром дивизии в Северо-Восточной НОА.
После образования КНР Цзян Тэнцзяо продолжал службу в политическом аппарате НОАК. В 1955 получил звание генерал-майора. В 1967 был назначен политкомиссаром ВВС Нанкинского военного округа. Отличался личной преданностью министру обороны маршалу Линь Бяо и командующему ВВС НОАК генералу У Фасяню.

## Подсудимый по делу Линь Бяо
После разоблачения заговор Линь Бяо осенью 1971 Цзян Тэнцзяо был смещён с военного поста. В 1980 предстал перед судом «над контрреволюционными группировками Линь Бяо и Цзян Цин». Из подсудимых военных, причисленных к «группировке Линь Бяо», генерал Цзян Тэнцзяо занимал наименее значимый пост и — в отличие от Хуан Юншэна, У Фасяня, Ли Цзопэна, Цю Хуэйцзо — не принадлежал к ближайшему окружению маршала.
На процессе Цзян Тэнцзяо признал себя виновным и высказывал готовность принять любое наказание. Был приговорён к 18 годам заключения.

## Кончина
Цзян Тэнцзяо полностью отбыл срок по приговору. Освободился в 1998. Скончался в пекинской больнице десять лет спустя, в возрасте 90 лет.